# Kunibert Zinner
Kunibert Zinner (* 3. Juni 1906 in Kirchberg am Wechsel; † 24. Dezember 1990 in Waidhofen an der Ybbs) war ein österreichischer Bildhauer und Musiker.

## Leben
Kunibert Leopold Franz Zinner wurde in Kirchberg am Wechsel geboren und kam als zweijähriges Kind nach St. Peter in der Au und besuchte dort die Volksschule. Er besuchte das Gymnasium in Seitenstetten und Melk und die Fachschule für Holzbildhauerei in Hallstatt. Er studierte Bildhauerei bei Anton Hanak in Wien. Zwischen 1928 und 1937 arbeitete er hauptsächlich als Violin- und Tennislehrer, weil er kaum Aufträge hatte.
Kunibert Zinner war 1922 schon Mitglied bei der Deutschen Arbeiterpartei (DAP), die sich in NSDAP umbenannte. Zu dieser Zeit gründete er in Hallstatt den Deutschen Turnerbund und trat der SA bei. Während der Zeit des NSDAP-Verbots in Österreich war er somit („Illegaler“) gewesen, wo er unter anderem „Führerbüsten“ angefertigte und saß als bekennender Nationalsozialist in St. Peter in der Au in Arrest. 1939 wurde Kunibert Zinner durch die Reichskulturkammer unter Reichsminister Joseph Goebbels zum ehrenamtlichen Landesleiter der Reichskammer der bildenden Künste, Gau Niederdonau, bestellt. Sein Bruder Emmerich Zinner war NS-Bürgermeister in Waidhofen an der Ybbs.
Einer seiner Söhne war der Astrophysiker Ernst K. Zinner (1937–2015).

## Werke

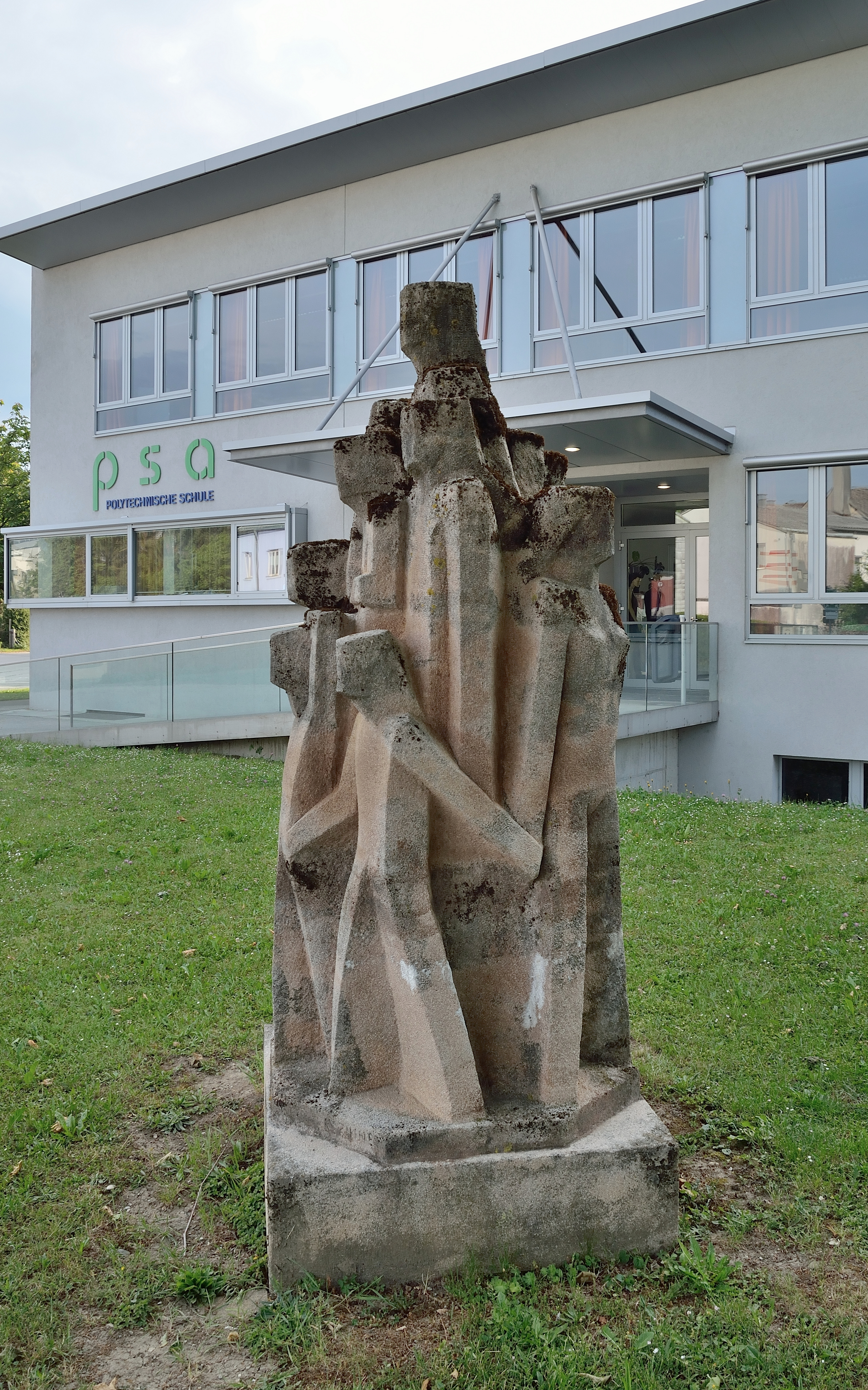
Skulptur vor der Polytechnische Schule in Amstetten

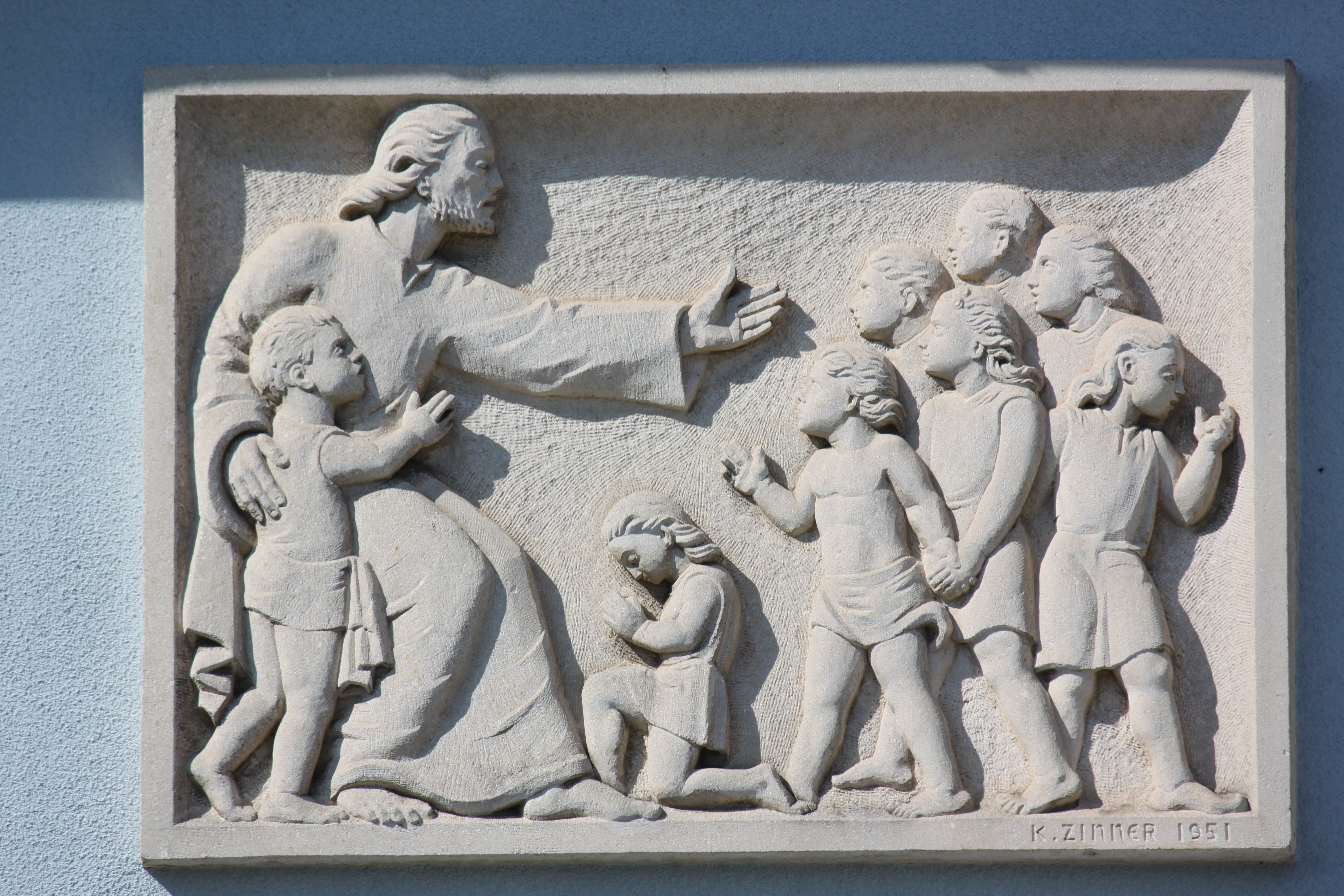
Steinrelief Lasset die Kinder zu mir kommen (1951) an der Volksschule in Seitenstetten

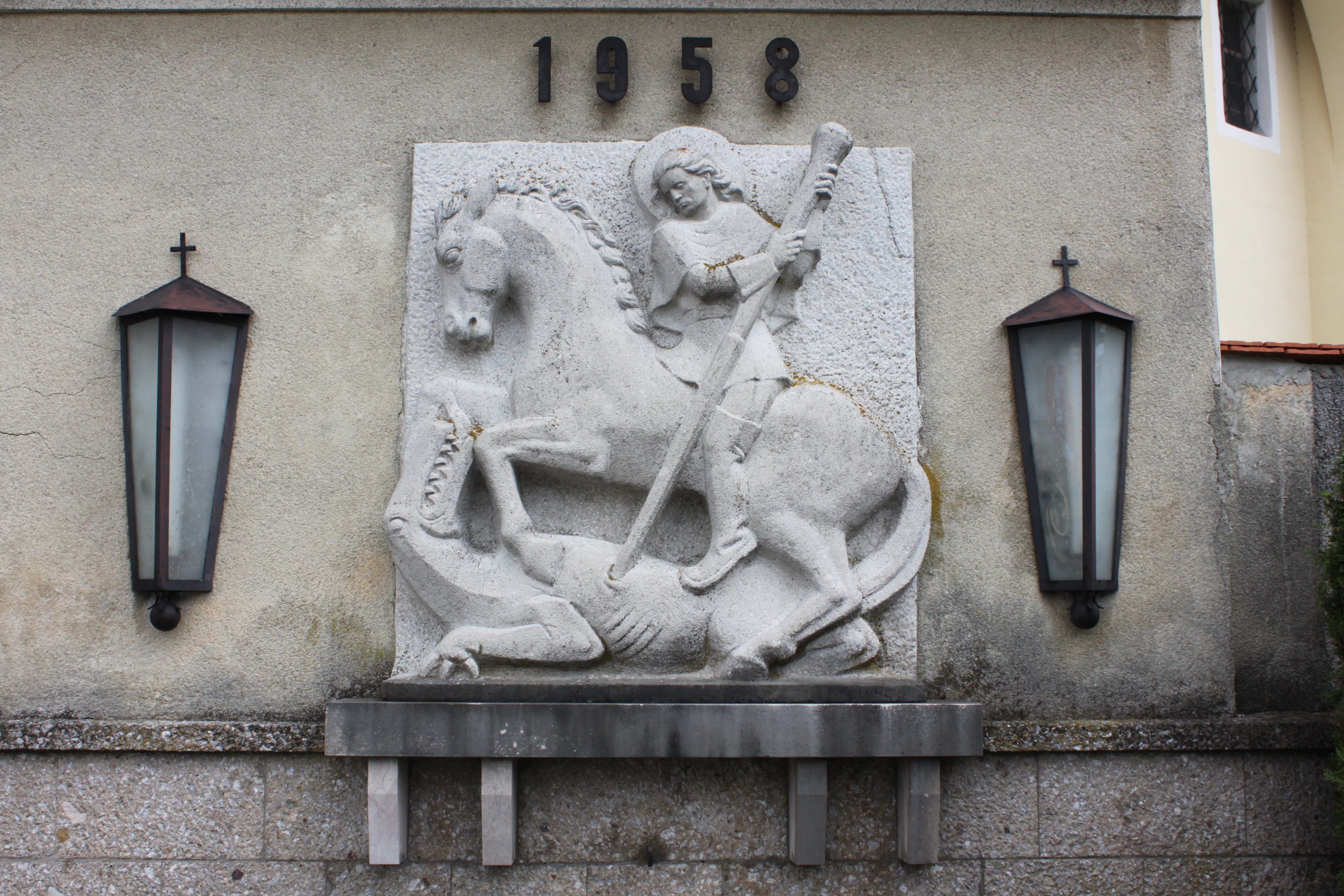
Steinrelief hl. Georg (1958) am Kriegerdenkmal in St. Peter in der Au

- 1932 Führerbüste, wurde 1939 bei der Kreisschulungsburg in Waidhofen an der Ybbs aufgestellt.[3]
- 1934 Kleinfiguren „Denke daran!“ als Erinnerung für jene Kämpfer der Bewegung, die die Leidenszeit in den Lagern von Kaisersteinbruch und Wöllersdorf durchmachen mussten.[1]

- 1935 Büste Anselm Salzer in der Bibliothek im Stift Seitenstetten
- 1937 Großplastik Meister und Lehrling[4] für die gewerbliche Fortbildungsschule in Amstetten[5]
- 1937 (?) Großes Steinrelief (?) für die Stadt St. Pölten
- 1939 NS-Hoheitszeichen für den Rathaussaal und Kreisleitung Amstetten[3]
- 1939 NS-Hoheitszeichen für das Standesamt Waidhofen a.d. Ybbs[3]
- 1939 NS-Hoheitszeichen für die Gauwaltung Niederdonau der Deutschen Arbeitsfront in Wien.[3]
- 1939 Wappen für sämtlicher Kreise von Niederdonau[3]
- 1939 Großplastik „Die Partei“ für das Kreishaus Amstetten[6]
- 1939 „Arbeiter der Stirn und der Faust“ Amtshaus Amstetten[6]
- 1939 das Symbol eines Türken im Parkbad Waidhofen an der Ybbs.[7]
- 1940 Denkmal „Der unbekannter Kämpfer“ SA-Mann, am Adolf Hitlerplatz Amstetten (heute Stadtplatz)[6]
- 1940 Großplastik „Die Familie“ für die „Volkswohnungsanlagen“ in St. Pölten.[3]
- 1940 Relief „Der Aufbruch der Nation“ für die „Volkswohnungsanlagen“ in St. Pölten.[3]
- 1942 Büste Carl Zeller im Carl Zeller-Museum in St. Peter in der Au
- um 1949 Supraportenrelief Wappentragender Engel an der Hauptschule Vogelhändlerplatz in St. Peter in der Au
- um 1949–1951 Skulpturengruppe Lehrer mit Kindern bei der Schule Gernoldstraße in Pöchlarn
- 1951 Relief Lasset die Kinder zu mir kommen an der Volksschule in Seitenstetten
- 1954/1955 Kreuzigungsgruppe im Friedhof in Steinakirchen am Forst
- 1956 Relief hl. Georg am Kriegerdenkmal an der Pfarrkirche Strengberg
- 1956 Relief Pietà über dem Langhausportal in der Pfarrkirche Weistrach
- 1956 Pietà-Figur am Kriegerdenkmal im Kirchhof der Pfarrkirche hl. Michael in Haag
- 1958 Kriegerdenkmal mit Steinrelief hl. Georg an der Kirchhofmauer der Pfarrkirche St. Peter in der Au
- 1962 Kriegerdenkmal mit Reliefpfeiler Christus mit sterbendem Soldat an der Kirchhofmauer der Pfarrkirche Engstetten
- 1962 Überlebensgroßer Kruzifix an der Chorschlusswand in der Pfarrkirche hl. Nikolaus von der Flüe in Vestenthal in Haidershofen
- 1965 Kriegerdenkmal mit Pietàrelief an der Pfarrkirche Reinsberg in Niederösterreich
- 1966 Kriegerdenkmal Christus mit sterbendem Soldat im Kirchhof der Pfarrkirche Wolfsbach
- 1967 Vogelhändler-Brunnen vor der Hauptschule in St. Peter an der Au zum 125. Geburtstag des Komponisten Carl Zeller
- 1968 Holzreliefkreuzweg in der Pfarrkirche hl. Nikolaus von der Flüe in Vestenthal in Haidershofen
- 1975 Kreuzwegreliefs in der Pfarrkirche Hl. Familie in Kematen an der Ybbs
- 1981 Skulptur Hl. Familie im Spitzgiebelfeld des Portals der Pfarrkirche Ertl
- Sein musikalisches Werk umfasst 4 Symphonien, 2 Messen, 1 Walzer, 2 Märsche, 1 Romanze für Orchester, 110 Violinduette,  61 Sonaten für Violine und Klavier, 43 Klaviertrios sowie diverse Chöre und Lieder

## Ausstellungen
- 2008 Kunibert Zinner im Schloss St. Peter in der Au[8][9]